# InuYasha
 (јап. 犬夜叉, транскрип. Инујаша) је назив франшизе која обухвата мангу ауторке Румико Такахаши, и на њој засноване аниме и филмове. Манга је објављивана у часопису Weekly Shōnen Sunday од 13. новембра 1996. до 18. јуна 2008. године. Серија прати авантуре средњошколке која путује кроз време, полудемона, похотљивог свештеника, лисичијег демона, истребљивачице демона, и некомате током раздобља Сенгоку, док покушавају да пронађу све делиће драгуља званог Shikon no Tama (四魂の玉, „Драгуљ четири душе”) и задрже их ван домашаја зликоваца, нарочито полудемона Наракуа.

## Радња
Прича почиње Инујашиним бегом с Драгуљем четири душе. У бегу га свештеница Кикјо устрели за стабло. Неспособан да се помакне, Инујаша испушта драгуљ и губи свест.
У модерном Токију живи обична девојка звана Кагоме Хигураши. Са њом у кући живе и њен деда, мајка и млађи брат. Као и сви тинејџери и она је живахна, сањива и не брине се о будућности, али је и марљива ученица. Једног дана, у бунару у храму случајно упадне у временски портал и стигне у Јапан у средњем веку. Тамо је налази демон који жели да се домогне Драгуља и убије Кагоме. Пошто је превише јак, Кагоме ослобађа Инујашу. Он убија демона, али жели да убије и Кагоме. Тада наилази свештеница Каеде која ставља чаробну огрлицу Инујаши око врата која, када би Кагоме рекла „Седи!,” му забија главу у земљу. Пошто је Драгуљ разнесен и крхотине разнете по читавом Јапану, Инујаша је приморан да сарађује са Кагоме, јер она може да осети Драгуљ. Инујаша се полако заљубљује у Кагоме, која је реинкарнација свештенице Кикјо која га је устрелила, у коју је такође био заљубљен, као и она у њега. Нараку их је обоје преварио и окренуо их једно против другог. Кикјо је тада умрла од смртоносне ране, али је касније вештица оживела. Кагоме је заволела Инујашу, као и он њу. Они започињу своју авантуру. Успут срећу малог лисца-демона Шипа, свештеника Мирокуа, убицу демона Санго, вука демона Когу и Сешомаруа који је Инујашин старији брат.

## Франшиза

### Манга
Мангу InuYasha написала је и илустровала Румико Такахаши. Серијализовала се од 13. новембра 1996. до 18. јуна 2008. године у Шогакукановој ревији Weekly Shōnen Sunday. Поглавља су сакупљена у 56 танкобонова; први је изашао 18. априла 1997., а последњи 18. фебруара 2009. године. Серијал је доцније препакован у 30 wide-ban тома, од 18. јануара 2013. до 18. јуна 2015. године. У последњем тому тог издања увршћено је специјално поглавље, настало као део пројекта Heroes Come Back, како би се сакупиле донације за жртве земљотреса и цунамија из 2011. године. Поглавље је репринтовано 24. октобра 2020. у часопису Shōnen Sunday S.

### Аниме

#### 
Аниме адаптација поглавља 1-35, позната и као Inuyasha: A Feudal Fairy Tale, емитовала се од 16. октобра 2000. до 13. септембра 2004. године на јапанаским каналима Nippon TV и Yomiuri TV. Састоји се од 167 епизода, насталих у продукцији студија Sunrise.
Јула 2009. године, најављено је да ће остатак поглавља такође бити адаптирани у аниме, користећи исти студио и посаду. Емитован је под називом  (енгл. Inuyasha: The Final Act), од 4. октобра 2009. до 30. марта 2010. године, са укупно 26 епизода.
Аниме је доживео спиноф, под називом  (енгл. Yashahime: Princess Half-Demon), који прати децу ликова. Емитовао се од 3. октобра 2020. до 26. марта 2022. године, са укупно 48 епизода. Дизајн ликова радила је сама мангака. Спиноф је касније добио и мангу коју је написао Такаши Шина. Серијализовала се у магазину Shōnen Sunday Super од 25. септембра 2021. до 25. јуна 2025. године са укупно 10 танкобона.

### Филмови
Серијал је произвео четири анимирана филма са оригиналном причом. Написао их је Кацујуки Сумисава, сценариста аниме серије. Први филм, , изашао је 2001. године. Други, Kagami no Naka no Mugenjō, изашао је наредне године и инспирисан је традиционалном причом Taketori Monogatari. Трећи филм,  (енгл. Swords of an Honorable Ruler) изашао је 2003., а четврти Guren no Hōraijima (енгл. Fire on the Mystic Island) приказан је 2004. године.

### Оригинална видео анимација
За потребе робне куће Matsuya Ginza, односно њене изложбе, направљена је оригинална видео анимација овог наслова под називом Kuroi Tessaiga, 30. јула 2008. године.

### Видео игрице
Серијал је произвео многе видео игрице. За конзолу WonderSwan, направљене су три игре: InuYasha: Kagome no Sengoku Nikki, InuYasha: Fūun Emaki, и InuYasha: Kagome no Yume Nikki. За конзолу Game Boy Advance изашла је игрица InuYasha: Naraku no Wana! Mayoi no Mori no Shōtaijō. За мобилне телефоне, серијал је адаптиран у истоимену игру. За прву PlayStation конзолу произведена је игра InuYasha: Sengoku Otogi Kassen, а за другу InuYasha: Juso no Kamen и Inuyasha: Ōgi Ranbu. За конзолу Nintendo DS произведена је игрица на енглеском језику под називом Inuyasha: Secret of the Divine Jewel.
Лик Инујаша коришћен је у игрици Sunday vs Magazine: Shūketsu! Chōjō Daikessen, а његов мач Тесајга био је део „евента“ у игрици Monster Hunter.
Америчка компанија Score Entertainment произвела је карташку игру базирану на серијалу.

### Лајт роман
Томоку Компаро и Такахаши су 10. децембра 2004. године написале лајт роман који адаптира првих десет поглавља манге.

### Представе
У позоришту ACT у Акасаки је 2000. и 2001. године одржана представа базирана на манги, са мањим изменама. Фебруара 2017. године, у Tennozu Galaxy-ију, одржана је још једна позоришна адаптација овог наслова. Међу глумачком поставом нашли су се чланови бенда Golden Bomber и Nogizaka46.

## Пријем
Манга InuYasha је 2001. и 2008. године добила препоруку жирији на јапанском Медија Артс фестивалу. Године 2002. освојила је Шогакуканову награду за манге у категорији за шонен. Закључно са септембром 2020. године, манга је продата у преко педесет милиона примерака.
Ери Изава (Ex.org) написала је у својој рецензији Инујаше да је „мешавина Такахашијиних најбољих прича: пуна је акције, занимљивих ликова, фантастике, карактеристичног хумора и мрвице хорора,“ похваливши такође што је главна хероина представљена као интелигентна. Од критика наводи да су акционе сцене понекада предугачке, и да су одређени ликови превише слични карактерима из Такахашијиних претходних дела. Ребека Банди (Anime News Network) је у рецензији за 23. том манге написала да је јако занимљива, као и да има добар баланс „акције, дијалога и развоја, поготово међу ликовима“. Једино је критиковала што дизајн ликова није скроз константан. Пени Кени (Manga Life) је са шестог тома скочио на 52, уз коментар да је лако могао да пропрати причу јер Такахаши „врти исте теме“. Рекао је такође да Такахаши приказује „стандардне теме на занимљиве начине,“ и да детаљно црта ликове, док су позадине у другом плану.

## Спољашњи извори
- InuYasha (манга) на веб-сајту
- (језик: јапански)
- (језик: јапански)